# LGA 775
LGA 775 (chiamato anche Socket 775 o Socket T) è stato il socket introdotto da Intel con le CPU Pentium 4 basate sul core Prescott di seconda generazione e poi utilizzato anche per tutte le successive CPU basate sull'architettura NetBurst del Pentium 4; nello specifico esse sono state la seconda serie dei processori Celeron D, i Pentium 4 Extreme Edition, i Pentium D e i Pentium Extreme Edition. Successivamente, con il passaggio da parte di Intel dall'architettura NetBurst alla nuova Intel Core Microarchitecture, il socket venne utilizzato anche per i processori Core 2 Duo, Core 2 Quad, Core 2 Extreme, Pentium Dual Core, Celeron (serie xxx), Celeron Dual Core e anche alcune serie di Xeon come x3xx.
Il Socket 775 venne progettato come successore del Socket 478, utilizzato per i Pentium 4 Northwood e la prima serie dei Prescott, in quanto quest'ultimo era diventato inadeguato per garantire la stabilità del segnale necessario per gli ultimi Pentium 4 molto esigenti in termini di potenza richiesta.

## Caratteristiche tecniche
Il termine LGA è la sigla della dicitura Land Grid Array, e sta ad indicare che i pin di contatto non sono più sul processore, ma direttamente sul socket. Invece il nome "Socket T" derivava dal processore Tejas, che avrebbe dovuto diventare il successore di Prescott ma il cui sviluppo venne successivamente interrotto per problemi di dissipazione termica.
Il nuovo socket ha portato con sé anche un nuovo metodo di collegamento tra il dissipatore di calore, la superficie della CPU e la motherboard. Nelle schede madre basate sui socket precedenti, il blocco "dissipatore-ventola" non era collegato direttamente alla scheda, ma solo alla CPU, con la conseguenza che un eventuale trasporto del PC effettuato senza troppa cautela poteva in certi casi causare lo spostamento di tale elemento. Con l'introduzione del Socket 775 venne sviluppato anche un nuovo metodo di collegamento tra il dissipatore e la scheda che ora sono fisicamente collegati insieme mediante quattro punti di ancoraggio (come avveniva già da anni con le GPU, nelle schede video, anche se i punti di ancoraggio erano solo 2).
Il nuovo design che prevede i pin sul socket ha subito numerose critiche da parte degli assemblatori e dalla stampa specializzata i quali denunciavano la facile piegatura di uno dei pin anche dopo solo 3 o 4 inserimenti del processore, con la quasi sicura rottura del socket dopo 10-12 tentativi, con la conseguenza di dover cambiare tutta la scheda madre. Secondo i produttori Intel avrebbe introdotto questo nuovo metodo di connessione per far ricadere i problemi di rottura dei pin sui produttori di schede madre piuttosto che sulle proprie spalle, e non per problemi di segnale ad alte frequenze come menzionato dal colosso americano.
Per garantire un buon funzionamento nel tempo di questo socket è necessario che il dissipatore termico eserciti una certa pressione sulla cpu.
Tale pressione va da un minimo di 18 lbf (8,16 kg) ad un massimo di 70 lbf (31,7 kg).
Infatti i socket successivi sono stati modificati aggiungendo il backplate e fissandolo con delle viti torx.
questo garantisce loro l'utilizzo o la conservazione nel tempo, con cpu installata, anche senza pressione del dissipatore.

## Il successore
Il Socket LGA 775 è stato uno dei più longevi in casa Intel ma a fine 2008 sono arrivati i primi processori basati su un socket di nuova concezione che nel tempo lo andrà a sostituire gradualmente in tutti i sistemi. Il nuovo socket è chiamato Socket B o LGA 1366 e continua ad essere di tipo LGA; in realtà nel tardo 2009 arriverà anche il nuovo LGA 1156 (originariamente avrebbe dovuto essere l'LGA 1160) che sarà anch'esso un successore del Socket 775. Intel ha comunque manifestato l'intenzione di mantenere in vita il 775 fino al 2011 grazie anche ad un aggiornamento dei chipset della famiglia Eaglelake (in modo da aumentare la potenza del comparto grafico integrato), gli ultimi sviluppati per supportare tale tipo di socket.